# Hospital de Braga
O Hospital de Braga é um hospital público do Serviço Nacional de Saúde situado em Braga, Portugal. Faz parte da Unidade Local de Saúde de Braga. Foi inaugurado em 2011 e substituiu o antigo Hospital de São Marcos.
É caracterizado por ser um Hospital Central e universitário, possuindo uma parceria com a Universidade do Minho, tendo o nível de urgência máximo, polivalente. É o Hospital base para os concelhos de Amares, Braga, Póvoa de Lanhoso, Terras de Bouro, Vieira do Minho e Vila Verde, sendo também Hospital de referência do Minho, com uma população de um milhão e duzentos mil habitantes.
O hospital foi gerido em regime de Parceria Público Privada pela Somague de 2011 a 2019, que detém 51% do consórcio Escala Braga (15% são da Edifer e 34% do Grupo Mello). Em outubro de 2015, foi anunciado na imprensa que a Somague vai vender aos holandeses da Aberdeen a participação na Parceria Público-Privada do edifício do hospital de Braga e respectivo estacionamento, tendo a operação sido notificada à Autoridade de Concorrência.
Em janeiro de 2017 foi noticiado que os dados do Sistema Nacional de Avaliação em Saúde mostram que o Hospital de Braga tem a nota mais alta entre os 160 estabelecimentos públicos, privados e sociais sob escrutínio.